# 43
Het jaar 43 is het 43e jaar in de 1e eeuw volgens de christelijke jaartelling.

## Gebeurtenissen

### Italië
- Keizer Claudius en Lucius Vitellius worden door de Senaat herkozen tot consul van het Imperium Romanum.
- Claudius verleent Gallische stamhoofden het Romeinse burgerrecht en laat ze in de Senaat toetreden.
- Pomponius Mela schrijft het aardrijkskundig boekwerk "De Chorographia" en stelt de klimaatzones vast.

### Europa
- Koning Cunobelin overlijdt, Brittannië wordt verdeeld onder zijn zoons Togodumnus, Caratacus en Arvirargus. Claudius eist een jaarlijkse schatting, de Britten weigeren dit te betalen.
- Claudius laat in Gallia Belgica in Gesoriacum (huidige Boulogne-sur-Mer), de Classis Britannica bouwen. De vloot wordt opgericht om het Romeinse invasieleger te transporteren.
- Invasie van Brittannië: Het Romeinse leger (Legio II Augusta, Legio IX Hispana, Legio XIIII Gemina en Legio XX Valeria Victrix) landt bij Richborough in het zuidoosten van Engeland.
- Slag bij Medway: Britse stammen onder leiding van Togodumnus worden aan de oevers van de Medway verslagen. Caratacus voert vredesonderhandelingen met de Romeinen.
- Arvirargus (r. 43-57) volgt zijn broer Togodumnus op als koning van Brittannië. Legio XX onder bevel van Vespasianus verovert 20 steden tot aan Devon en het eiland Wight.
- Claudius bezet Camulodunum (Colchester) en vestigt er een Romeins legerkamp. De Britse stammen worden tot overgave gedwongen, Britannia wordt een Romeinse provincie.

### Egypte
- Marcus wordt door de Orthodoxe Kerk benoemd tot patriarch van Alexandrië in Egypte.

### Klein-Azië
- Lycië en Pamphylië worden ingelijfd bij het Romeinse Keizerrijk.

## Overleden
- Julia Drusi Caesaris, dochter van Drusus Claudius Nero